# Passerelle de la Mare
Passerelle de la Mare är en gångbro i Quartier de Belleville i Paris tjugonde arrondissement och korsar järnvägen Ligne de Petite Ceinture. Bron är uppkallad efter en gammal damm (franska: mare) med Belleville-vatten. 
Bron fullbordades år 1854 och är uppförd i järn. Den restaurerades i början av 2020-talet.

## Bilder
| - Passerelle de la Mare 2012. - Passerelle de la Mare 2016. |

## Omgivningar
- Notre-Dame-de-la-Croix de Ménilmontant
- Regard du Zouave
- Rue de la Mare
- Impasse de la Mare
- Passage de la Station-de-Ménilmontant
- Gare de Ménilmontant

## Kommunikationer
- Tunnelbana – linje  – Ménilmontant
- Busshållplats Henri-Chevreau – Paris bussnät

## Populärkultur
Gångbron förekommer i en scen i filmen Rififi från 1955 i regi av Jules Dassin.